# Ctags
Ctags是一个用于从程序源代码树产生索引文件（或tag文件），从而便于文本编辑器来实现快速定位的实用工具。在产生的tag文件中，每一个tag的入口指向了一个编程语言的对象。这个对象可以是变量定义、函数、类或其他的物件。
Ctags是开放源代码的程序。支持下列的编程语言：汇编，AWK, ASP, BETA, Bourne/Korn/Zsh Shell, C, C++, COBOL, Eiffel, Fortran, Java, Lisp, Lua, Make, Pascal, Perl, PHP, Python, REXX, Ruby, S-Lang, Scheme, Tcl, Vim, and YACC。
支持Ctags产生的tag文件的文字编辑器以及编辑器插件包括：Vim，Vile，Lemmy，等等。

## 各種版本

### Exuberant Ctags
由Darren Hiebert编写和维护的Exuberant Ctags最初与Vim一起发布，但在Vim 6发布后成为一个单独的项目。  它包括对Emacs兼容性的支持。
Exuberant Ctags包括对超过40种编程语言的支持，并能够添加对更多使用正则表达式的支持。

### Universal Ctags
Universal Ctags是Exuberant Ctags的一个复刻，其目标是继续发展。